# オレたち!クイズMAN
『オレたち!クイズMAN』（オレたちクイズマン）は、TBSで、2009年10月16日から2010年7月25日まで毎週日曜日の19:57 - 20:54（JST）に放送されていたクイズ番組である。ハイビジョン制作。なお、初回と2010年4月29日放送分は19:00からの2時間スペシャルだった。

## 出演者

### メイン
- 有田哲平（くりぃむしちゅー）
- 土田晃之

### 準レギュラー
- オードリー（春日俊彰・若林正恭）
  - 若林は前半のクイズで「天の声」を担当している。
- オリエンタルラジオ（中田敦彦・藤森慎吾）他

### ナレーション
- 東地宏樹
- 安達忍

### 過去の出演者
開始当初、番組の進行を担当していた。
- 久保田智子（当時TBSアナウンサー）
- 枡田絵理奈（同上） 
久保田・枡田は前々番組『どうぶつ奇想天外!』より復帰。上記2人は週替りでクイズMAN（司会兼出題者）の補佐として進行を務めた。また、同じ日の放送分でもコーナーによって進行役が変わっている場合もあった。
- 加藤シルビア（同上）
2009年9月22日の2時間スペシャルのみ出演。

## 概要
この番組では、従来のクイズ番組ではほぼ必ず存在する固定の司会者を置かず、コーナー毎に異なる著名人・専門家が司会兼出題者の「クイズMAN」として、自らの専門分野からクイズを出題。
開始当初は、有田哲平と土田晃之はそれぞれ「有田チーム」「土田チーム」のキャプテンとなり、準レギュラー・ゲスト解答者を含めた5対5で、クイズ対決を繰り広げていたが視聴率は低迷、「華麗なるクイズ」（後述）導入後は不定期で放送されるようになった。
2010年1月、番組内の企画でのロケ中にオードリーの春日俊彰が左足を骨折する事故が発生した。復帰後は番組内で積極的にそのことをネタにしていた。
同年3月7日放送分から有田、土田、ゲスト、準レギュラー3人による個人対決にリニューアルされ、久保田、枡田アナは降板した。
前枠の番組『さんまのSUPERからくりTV』もクイズ番組の形を取っているので、2番組続けてクイズ番組の編成となっている。
2010年4月改編からはスポンサー体制が2部制になり、2部ともローカルスポットを含めたネットセールスとなっている。（同時期に水曜夜8時枠も同様だった。「世界笑える!ジャーナル」から「爆問パワフルフェイス!」の1年半続いた。また、2010年10月以降の火曜・金曜の19時、2011年4月〜2012年9月の火曜20時、2011年4月〜2012年3月の火曜21時と同様）
視聴率は初回から1桁台と苦戦しており、最高視聴率は2009年11月29日放送分の9.9%、最低視聴率は同年11月1日放送分の4.8%（関東地区、ビデオリサーチ調べ）となっていた。

## ルール
予め、クイズMANが出題する問題のテーマ（専門分野）を発表。両チームのキャプテンはそれぞれ、キャプテン自身を含めた5人をそのテーマが得意な順番にレベル1（苦手）- 5（得意）にメンバーを並べ替える。
両チームの並べ替えが終わった後、クイズMANの「これが私のクイズです!」の決め言葉に続いて、両チームの解答席が回転してからレベル順に席が階段状になり、クイズスタート。
クイズはVTR中に5問、先程のレベル順で出題され、1問毎にそのレベルを担当する人が記述で問題に答える。1問正解につき1ポイント獲得。問題によっては、全員一斉に解答する場合もあり、その際は正解した人のレベルと同数のポイントを獲得となる。例えばレベル2の人が正解なら、2ポイント獲得。
VTRが終わったら、クイズMAN自ら問題の解説及び補足情報の説明を行う。
これを1〜2ステージ（回）行い、ポイントが多かったチームに、そのテーマにまつわる賞品が贈られる。同点の場合は両チームとも賞品獲得となる。
なお、オープニングの漢字クイズや全員で解答する早押しクイズなど、毎回新しいクイズが導入されている。

### 華麗なるクイズ
10組（リニューアル後から7組）の芸能人の中から選ばれた出演者が自分が人に教えたいクイズを出題し、一般審査員の支持で上下する「華麗指数」によって「華麗なるクイズ」の認定を目指す。
クイズを出題し他の出演者の回答後に答えを発表。答えを聞いた一般審査員100人は「華麗なるクイズ」かどうかを1人1点で審査し、その得票による「華麗指数」が70点を上回れば「華麗なるクイズ」に認定。69点以下だった場合は出題者に炭酸ガスが浴びせられ失格となる。オードリー・春日俊彰は炭酸ガスを浴びた直後の風貌（髪が白く染まる）が、関口宏に似ているため、全員から「関口さん!」と叫ばれるのがお約束になっていた。
開始当初は審査員の票以外に他の出演者が1人正解するごとに華麗指数が5点減点するシステムだったが、2010年3月7日放送分より上記の一般審査員の票のみで認定するルールに変更された。ちなみに「華麗指数」の最高点は、2010年5月30日放送分で有田が出した96点である。
当初は主に番組後半に放送されていた。2010年以降、このコーナーのみが放送される回が殆どであり、最終回も「華麗なるクイズ」で高得点を出したクイズの総集編であった。
当初は各自が得意とする分野（例：土田はサッカー関連・テレビ埼玉関連等）を出題していたが、後に週毎に特定テーマに絞ったクイズを出題するようになった。特に「地元スペシャル」としてローカルネタを扱う週が多く、U字工事等がほぼ準レギュラー化していた。

## スタッフ
- ナレーション：東地宏樹、安達忍、やまだひさし
- 構成：石原健次、鈴木工務店/木野聡、高木英幸、北原ゆき、成瀬正人、工藤幸、木南広明、藤澤雅孔
- 問題監修：道蔦岳史
- TM：金澤健一
- TD：山下直
- CAM：中島文章
- VTR：間瀬拓之
- VE：島貫洋
- 音声：相馬敦
- 照明：木戸昭彦
- 美術プロデューサー：相野道生
- 美術デザイン：石井健将
- 美術制作：宗次宏光
- 装置：高野勝之、田上雄一郎
- 特殊装置：高橋出
- 電飾：清水久敏
- メカシステム：濱口利行
- 装飾：深山健太郎
- 衣装：君和田悦子
- 持道具：貞中照美
- ヘアメイク：高梨佑子
- 床山：紺野一郎
- 音響効果：湊航史、本田藍
- キャラクターデザイン：Spooky graphic
- CG：glow
- 編集：遠藤毅
- MA：宮嶌宏道
- TK：野村佳乃子
- 公開：廣中信行、松元裕二
- 宣伝：小山陽介
- 音楽：コーニッシュ
  - テーマ曲：「Bat Flutters」
- 編成：藤原麻知
- AP：小野由映子、森村愛
- デスク：大澤麻子
- ディレクター：藤田賢城、堤俊博、柳信也、馬場哉、加藤学、中島彰人、小林恵美、妹尾篤志、財津猛
- 演出：神尾祐輔
- プロデューサー：岸田大輔
- チーフプロデューサー：安田淳
- 製作著作：TBS

## ネット局と放送時間
- TBS系列28局：毎週日曜日19:57 - 20:54（JST）
  - 中部日本放送は初回放送日の10月18日にセ・リーグクライマックスシリーズ第1ステージ（中日VSヤクルト）を放送したため、振替放送となった。